# Hitomi Tanaka
Hitomi Tanaka (Tanaka Hitomi (田中瞳?); Yamaga, Prefectura de Kumamoto, 18 de julio de 1986) es una ex actriz pornográfica, AV Idol y modelo japonesa. Hizo su debut en 2007 como Gravure idol bajo la firma del grupo Asahi Entertainment, con el nombre de Tanaka Hitomi; y en 2008, realizó su primera película pornográfica. Más adelante pasó a trabajar para Production Harvesters (conocida en ese entonces como Allure) en la cual cambió su nombre artístico a "HITOMI". El 28 de febrero de 2022 lanzó un comunicado donde mencionaba que se retiraría de la industria pornográfica mientras que su último video sería lanzado en abril de 2022.
Desde su debut, Hitomi se convirtió en una de las actrices más famosas de la industria del porno japonés gracias a sus grandes senos naturales, incluso llegando a trascender en el mercado extranjero por lo que se convirtió en una de las actrices porno japonesas más reconocidas a nivel mundial. El tamaño de sus pechos son de una talla de 116 (muy por encima del promedio de las mujeres japonesas).
Debido a su gran popularidad, Tanaka también ha participado en varios programas de radio y televisión, e incluso ha llegado a ser incluida como personaje en videojuegos o mangas.

## Biografía
Tanaka nació en la Prefectura de Kumamoto, Japón el 18 de julio de 1986. Debutó como modelo en 2007 y su debut fue en el video Gravure (vestida solamente con diminutos bikinis) en noviembre de 2007. Como Gravure idol, fue comparada al principio con Harumi Nemoto, otra modelo prestigiosa.
Desde 2008, Tanaka empezó a trabajar en películas tipo porno softcore, y también apareció en las películas eróticas Bakunyu Sentai Fiber Star Parte 1 y Parte 2, ambas de la productora V-Cinema).
Comenzó su carrera en películas para adultos, como Hitomi, en noviembre de 2008 con el vídeo Hitomi para Adultos - AV Shock debut, para la compañía Soft On Demand (SOD) Su debut fue grande y suficientemente popular como para elevarla a la clasificación #6 en ventas para la segunda mitad de 2008.
Continúa así en el top de modelos en 2009, ocupa el #27 para la primera mitad del año y la # 42 en todo el año.
Hizo varios videos para SOD en 2008 y 2009. En agosto de 2010, la compañía publicó Hitomi Premium Collection 8 Hours que incluyó material de todos sus anteriores actuaciones.
Hizo varias películas en 2008 y 2009 para SOD, las que realzaron su fama.
Las películas de adultos en Japón la hicieron famosa, tanto en el país como fuera de éste, lo que le permitió viajar a Shanghái, China, a representar a la compañía SOD en marzo de 2009 en la exhibición Shanghái Adult Exhibition (上海成人展).
En agosto de 2009, Tanaka comenzó a trabajar con Arashi-Supergirl. Para principios de 2010, comenzó a trabajar para Hokuto, Oppai y Moodyz. En 2011 comenzó aparecer para la empresa estadounidense Scoreland.
En 2019, ganó el premio "Modelo de la Década" otorgado a la actriz más popular en la década de 2010-2019. 
Se convirtió en modelo para Katana Tomie, un personaje del manga francés Lastman. 
El 28 de febrero de 2022 anunció en su Twitter que se retiraría con la obra estrenada en abril del mismo año.